# Nationalsozialistischer Untergrund
Nationalsozialistischer Untergrund (svenska: Nationalsocialistiska underjorden, NSU), i medierna även betecknad som Zwickaus terrorcell, är en högerextremistisk terroristisk organisation i Tyskland, vilken i november 2011 blev känd för allmänheten. Organisationen anses vara ansvarig för en mordserie på utlandsfödda småföretagare (de så kallade Dönermorden eller mordserie Bosporus) mellan 2000 och 2006, ett attentat med en spikfylld rörbomb i juni 2004 i Köln samt för mordet på en poliskvinna i april 2007 i Heilbronn. En rättegång kring gruppen inleddes  2013 och pågick till juli 2018.
Huvudåklagaren vid Tysklands högsta domstol betecknar NSU som en "högerextremistisk gruppering" som skapades i syfte att "döda medborgare med utländsk bakgrund på grund av gruppmedlemmarnas främlingsfientliga och statsfientliga livssyn". Underrättelsetjänsten Verfassungsschutz uppskattar att föreningen fick hjälp av cirka 20 personer; flera av dessa blev därför fram till december 2011 häktade. Enligt polisens aktuella utredningar bestod gruppens kärna av Beate Zschäpe (född 2 januari 1975), Uwe Mundlos (född 11 augusti 1973, död 4 november 2011) och Uwe Böhnhardt (född 1 oktober 1977, död 4 november 2011).

## Bakgrund
Det återförenade Tyskland skakades under 1990-talet av flera nynazistiska våldsbrott, varav bland andra upploppen i Rostock 1992 och mordbranden i Solingen 1993 utmärker sig. De tre personer som senare skulle komma att utgöra kärnan i NSU, Zschäpe, Mundlos och Böhnhardt, umgicks under 1990-talet i nynazistkretsar i Jena.
1997 dömdes Böhnhardt för brottet Volksverhetzung (ungefär hets mot folkgrupp) till drygt två års ungdomsfängelse. Han hade enligt utredningarna placerat en docka med en judestjärna på en bro ovanpå en motorväg nära Jena och därtill monterat en bombattrapp. Böhnhardt rymde när han skulle gripas (se nedan).
En bombattrapp som hittades i september 1997 i en teater i Jena tillskrevs ortens högerextremistiska förening men kunde inte direkt kopplas till de tre gärningsmännen. I december 1997 upptäcktes en väska med hakkors vid minnesplatsen för Magnus Poser, en motståndare till nazistregimen som dödades i Buchenwald 1944. Dådet kopplades till de tre misstänkta brottslingarna.
Vid en razzia i januari 1998 kontrollerades sju byggnader i Jena som tillhörde nynazister. Böhnhardt åkte i ett obevakat ögonblick iväg med en bil; Zschäpe och Mundlos var inte hemma. I Beate Zschäpes garage hittades vid polisens tillslag en verkstad för bomber. Sprängämnena man fann där kunde kopplas till ett inbrott i ett ammunitionslager tillhörande Tysklands försvarsmakt 1991. Efter tillslaget försvann trion spårlöst.

## Aktiviteter under 2000-talet

### Mordserie Bosporus
Under mordserien, som av polisen fick kodnamnet Bosporus, sköts nio utlandsfödda butiksägare (åtta från Turkiet och en från Grekland) med samma pistol, en CZ 83 av det tjeckiska märket Česká Zbrojovka. Morden ägde rum mellan den 9 september 2000 och den 6 april 2006. Då några av offren drev ett gatukök där man serverade kebab, fick mordserien i tidningar namnet Döner-Morde (av "döner kebab" – roterande kebabspett). Vapnet påträffades senare i Zwickau (se nedan).

### Rörbomben i Köln
Den 9 juni 2004 detonerade en spikfylld rörbomb på en populär butiksgata i Köln. Flera av de boende på gatan var av turkiskt ursprung. Vid attentatet skadades 22 personer, flera av dessa allvarligt. En frisersalong blev helt förstörd och flera andra butiker samt parkerade bilar skadades av explosionen. Ingen organisation tog direkt på sig ansvaret för attentatet och då offren hade olika bakgrund gjorde polisen ingen omedelbar koppling till terrorism. Den 12 november 2011 publicerades en video som hade hittats i den förstörda lägenheten i Zwickau (se nedan) där NSU förklarade att man utfört attentatet.

### Polismordet i Heilbronn

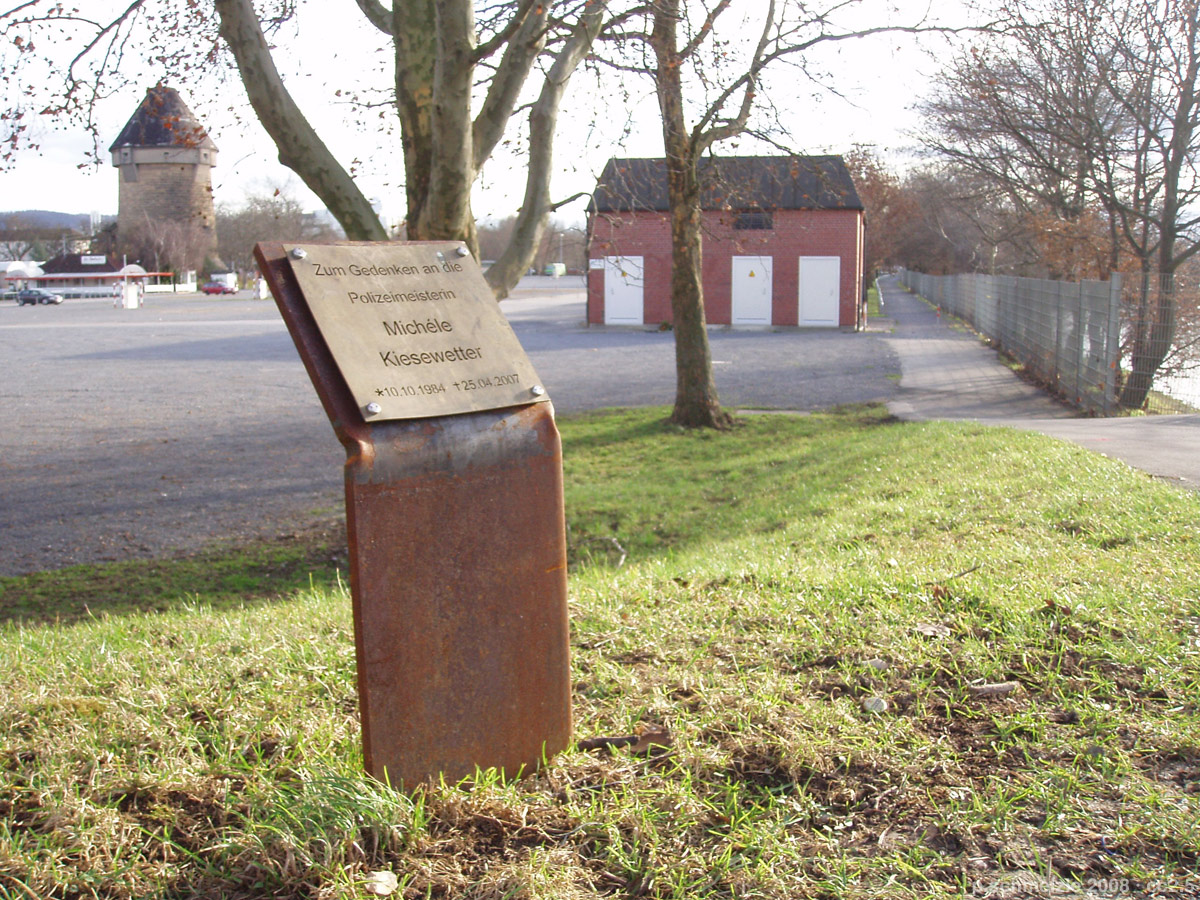
Minnestavla för Michèle Kiesewetter i Heilbronn.

Den 25 april 2007 sköts två poliser bredvid ett nöjesfält i Heilbronn. Poliserna hade tagit rast och 22-åriga Michèle Kiesewetter, som var född i Thüringen, dog på platsen. Hennes kollega Martin Arnold överlevde, men skadades svårt. Att dådet hängde ihop med mordserien Bosporus stod inte klart för utredarna förrän senare, och då av en slump. Deras tjänstevapen var försvunna och hittades inte förrän 2011 i en utbränd husbil i Eisenach (se nedan).
Varför terrorgruppens medlemmar sköt på de väntande poliserna är inte klarlagt. Tysklands federala polis antog att det fanns en viss koppling mellan NSU och Kiesewetter då hon länge bodde i närheten av en krog i Thüringen som var en mötesplats för högerextremister. Teorin avfärdades senare i Süddeutsche Zeitung. Även Kiesewetters styvfar förklarade att det aldrig fanns någon som helst kontakt mellan henne och nynazisterna.

### Terrorcellen i Zwickau upplöses

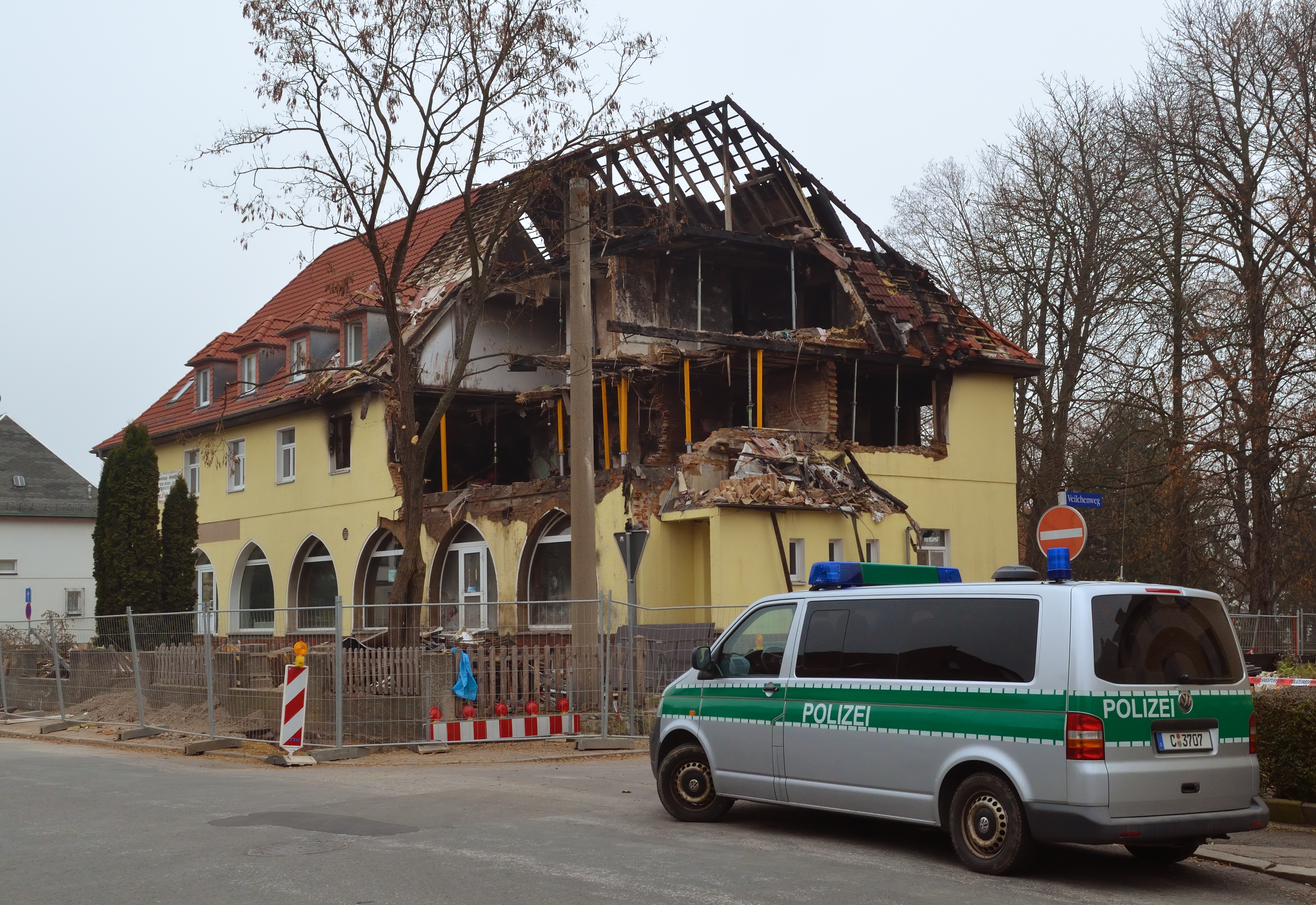
Lägenheten i Zwickau efter explosionen.

Den 4 november 2011 överfölls en sparbank i stadsdelen Arnstadt i Eisenach av två gärningsmän. De kom över ett femsiffrigt belopp i euro och rymde på cyklar efter att ha slagit en banktjänsteman i huvudet med ett vapen. Redan dagen innan hade boende i området noterat en vit husbil med registreringsnummer från Vogtlandkreis. Polisen startade en omfattande aktion med vägspärrar och helikopterinsats.
Något senare samma förmiddag hittade polisen husbilen och när man närmade sig platsen hördes två smällar innan husbilen fattade eld. När brandkåren hade släckt elden, påträffades Mundlos och Böhnhardts döda kroppar i husbilen. Samtidigt fann man de två tjänstevapnen från polismordet i Heilbronn. Enligt delstatens allmänna åklagare fastställdes vid obduktionen att gärningsmännen hade begått självmord. Enligt Bundeskriminalamt var händelseförloppet annorlunda. Myndigheten förklarade att Mundlos dödade Böhnhardt, innan han satte eld på fordonet och sedan begick självmord. Det finns även uppgifter om att nynazisterna i början skall ha skjutit med en kulsprutepistol mot polisen.
Samma dag, omkring klockan 15.00, exploderade en lägenhet i ett hus i Zwickau. Polisen konstaterade, att platsen mellan 1998 och 2011 utgjort gömställe för Zschäpe, Mundlos och Böhnhardt. I resterna av lägenheten upptäcktes vapnet från mordserien Bosporus.
Zschäpe överlämnade sig den 8 november 2011 till polisen. Hon åtalades fyra dagar senare av Tysklands högsta domstol i Karlsruhe för medlemskap i en terrororganisation samt för mordbrand.

### Terroristgruppens video
I ruinerna av det förstörda huset i Zwickau påträffades en DVD med en video där terroristgruppen tog på sig ansvaret för de ovan beskrivna våldshandlingarna. Samtidigt hittades flera kuvert som var adresserade till olika nyhetstjänster och muslimska föreningar. Flera massmedier publicerade bilder eller avsnitt från videon. Den 15 minuter långa filmen blandade delar av den tecknade serien Den rosa pantern med gärningsmännens egna foton från brottsplatser eller vapen. Pantern användes som synonym för terrorgruppen. Vid ett tillfälle visas den vänsterinriktade terroristorganisationen Röda armé-fraktionens symbol. I några minuter visas ett collage med bilder från Michèle Kiesewetters begravning och bilder av ett stulet tjänstevapen. På en annan bild syns en patron med datumet 2001-06-28, dagen innan ett av morden i mordserien Bosporus utfördes. Videon slutar med en text där författaren betonar att NSU skulle fortsätta sin verksamhet om politiken inte ändrades enligt nazisternas synsätt.
Fram till den 28 november 2011 blev polisen informerad om tolv DVD-skivor som emottogs av olika tidningar och organisationer. De hade troligen skickats iväg av Zschäpe innan hon överlämnade sig. En video skickades till en moské i staden Völklingen, där flera mordbränder hade anlagts i hus som beboddes av araber, afrikaner och människor med turkiskt ursprung mellan september 2006 och september 2011. Utredningarna av mordbränderna hade lagts ned och polisen hade inte funnit några bevis för att det fanns främlingsfientliga motiv till dem.

## Häktning av misstänkta medhjälpare
Som viktigaste medhjälpare grep polisen Holger Gerlach som enligt utredningen anskaffade falska legitimationshandlingar och pengar åt terrorgruppen. Dessutom häktades den 29 november 2011 Ralf Wohlleben. Han anklagas för medhjälp till mord i sex fall då han enligt polisens granskning hade köpt ett vapen och ammunition som användes av NSU. Wohlleben, som var talesperson för det nationalistiska partiet NPD i Thüringen, ska även ha organiserat kontakten mellan Holger Gerlach och NSU.

## Underrättelsetjänstens roll
Hur underrättelsetjänsten Verfassungsschutz skötte bevakningen av terroristgruppens medlemmar debatterades länge i flera politiska organisationer samt i medier. Inrikesministern i Thüringen betvivlar att den för delstaten ansvariga avdelningen från myndigheten utförde ett felfritt arbete under deras tidigare president Helmut Roewer. Därför vill ministeriet inrätta en undersökningskommission. Roewer som numera publicerar i ett högerpolitiskt förlag beskyller däremot polisen i Jena för den misslyckade razzian 1998.
En anställd vid Verfassungsschutz i Hessen var vid platsen för ett av morden i mordserien Bosporus. Även myndighetens avdelning i Niedersachsen medgav misstag under observationen och tolkningen av den misstänkta medhjälparen Holger Gerlach som bodde i delstaten.
Den 18 november 2011 berättade TV-kanalen MDR att ett av polisens specialkommando under 1998 eller 1999 var beredd att slå till mot de tre misstänkta. Trion skulle ha upptäckts i Chemnitz. Tillslaget stoppades emellertid enligt MDR. Kriminalmyndigheten i Thüringen tillbakavisade denna beskrivning och från politiskt håll avstod man från att kommentera frågan för att inte störa den pågående rättsprocessen Der Spiegel berättade att minst tre agenter från Verfassungsschutz under 1990-talet befann sig i trions närhet.

## Rättsligt efterspel
Den 17 april 2013 inleddes rättsprocessen i tingshuset i München, där en tingssal, A 101, byggts om till högsäkerhetssal. 71 målsägande, representerade av 49 juridiska ombud och 110 journalister, bereddes plats i salen. .
Zschäpe anklagades för medhjälp till mord i tio fall, 15 fall av rån, medlemskap i terrororganisation, anstiftan till grov mordbrand och mordförsök.
Rättegången beräknas pågå till september 2017.

## Offer
| Namn                  | Plats     | Datum            |
| --------------------- | --------- | ---------------- |
| Enver Şimşek          | Nürnberg  | 9 september 2000 |
| Abdurrahim Özüdoğru   | Nürnberg  | 13 juni 2001     |
| Süleyman Taşköprü     | Hamburg   | 27 juni 2001     |
| Habil Kılıç           | München   | 29 augusti 2001  |
| Mehmet Turgut         | Rostock   | 25 februari 2004 |
| İsmail Yaşar          | Nürnberg  | 9 juni 2005      |
| Theodoros Boulgarides | München   | 15 juni 2005     |
| Mehmet Kubaşık        | Dortmund  | 4 april 2006     |
| Halit Yozgat          | Kassel    | 6 april 2006     |
| Michèle Kiesewetter   | Heilbronn | 25 april 2007    |